# Gerald Domenig
Gerald Domenig (* 1953 in Villach) ist ein österreichischer Künstler. Er lebt und arbeitet in Frankfurt am Main.

## Leben und Werk
Domenig studierte von 1972 bis 1973 an der Kunstakademie in Düsseldorf bei Rolf Sackenheim und von 1974 bis 1978 an der Städelschule in Frankfurt am Main bei Raimer Jochims, der damals bereits Fotografie  an der Akademie unterrichtete. Als Gastprofessor unterrichtete er an der Städelschule und der Akademie der Bildenden Künste Nürnberg.
In seinen Arbeiten interessieren ihn die Verhältnisse der Objekte als Auflösung bzw. Konstruktion zum Bild, die Überführung von Raum zu Fläche. „Wenn ich fotografiere, will ich ein in der Dreidimensionalität verstecktes Bild, eine latente Zweidimensionalität in ein konkretes Bild übersetzen“ sagt Domenig. Klaus Görner, Kurator der Ausstellung 2015 im  MMK, betont, dass es in Domenigs Fotografien nicht um das Verhältnis von Realität und Abbild gehe, sondern darum dass sie eigenständig seien, dass die „Dinge“, die in ihnen vorkommen, nur insofern Bedeutung hätten, als dass „sie Elemente eines innerbildlichen Spiels sind“. 1984 war er auf der Gruppenausstellung Von hier aus – Zwei Monate neue deutsche Kunst in Düsseldorf vertreten.
Gerald Domenigs Medien sind Fotografie – die er Ende der 1970er Jahre als „Poesie und ernstzunehmendes Medium“ erkannte. –, die Zeichnung und das Schreiben Er veröffentlicht stetig Bücher, teils in sehr kleinen Auflagen, die mitunter als „nicht zum Verkauf bestimmt“ markiert sind (zB. „Das Schwarzweissfoto eines Weinkorkens“, 2023). 

## Ausstellungen
- 2025: DOM, Dommuseum Frankfurt[7]
- 2023: FOTOHOF – gemeinsam mit Andrea Witzmann[8]
- 2016: Awåragaude?, Wiener Sezession
- 2015: Ausstellungsvorbereitung, Museum für Moderne Kunst Frankfurt am Main, MMK1, Frankfurt am Main.[9][2]
- 1988 „Bclik“, Portikus - gemeinsam mit Franz West, kuratiert von Kasper König[2][10][5]
- 1982: Galerie am Promenadeplatz, München

## Publikationen
- Gun, Ritter Verlag, Klagenfurt, 1993, ISBN 3-85415-118-7
- Die gute Naht, Ritter Verlag, Klagenfurt, 1995, ISBN 3-85415-179-9
- Gerald Domenig und Urs Frei, VENEDIG. Urs Frei in San Staë, Verlag der Buchhandlung Walther König, ISBN 978-3-88375-320-1
- Nivea und Nivea, Verlag der Buchhandlung Walther König, 2008, ISBN 386560479X
- Gerald Domenig und Nicole Van den Plas, Die andere Hälfte, Frankfurt am Main, 2017, ISBN 978-3-943619-52-2.
- I CALL THEM SQUARES, Frankfurt am Main, 2019, KANN-Verlag, ISBN 978-3-943619-79-9.
- MELODROM, herausgegeben von Regina Barunke, Verlag der Buchhandlung Walther König, 2019, ISBN 978-3-96098-741-3
- 12. NOV / M21 – Gerald Domenig, Nicole van den Plas, Christian Hanussek, KANN-Verlag, Frankfurt am Main, 2020, ISBN 978-3-943619-90-4.
- 20182019. KANN-Verlag, Frankfurt am Main, 2020, ISBN 978-3-943619-86-7
- Das Schwarzweissfoto eines Weinkorkens. mit Texten von: Gerald Domenig, Emmanuel Wiemer, Ulf Erdmann Ziegler, Frank Witzel, Andreas Maier, Philipp Mosetter und Carl-Friedrich Thoma. KANN-Verlag, Frankfurt am Main, 2023, ISBN 978-3-949312-67-0
- F-Phil-Joe, FOTOHOF EDITION, Salzburg, 2023, ISBN 978-3-903334-36-6
- GD West, herausgegeben von Ines Turian,  FOTOHOF EDITION, Salzburg, 2025, ISBN 978-3-903334-97-7
- GD DOM, Verlag der Buchhandlung Walther und Franz König, Köln, 2025, ISBN 978-3-7533-0883-8[7]

## Auszeichnungen (Auswahl)
- 2021: Österreichischer Kunstpreis für Künstlerische Fotografie[11]
- 1978: ars viva[12]